# Burgkapelle St. Bartholomäus und Vitus (Marquartstein)

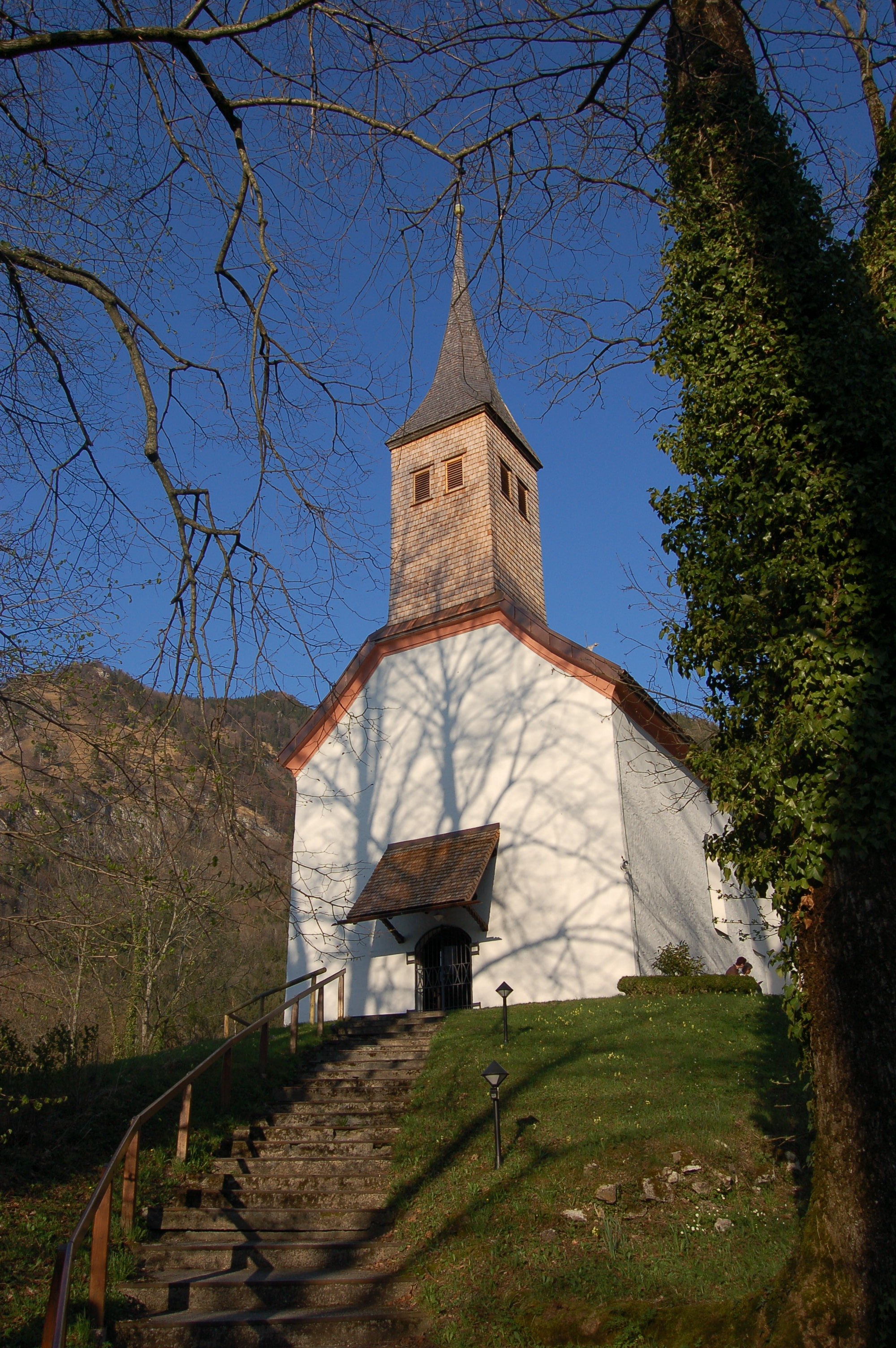
Burgkapelle St. Bartholomäus und Vitus in Marquartstein

Die römisch-katholische Burgkapelle der Burg Marquartstein St. Bartholomäus und Vitus steht in Marquartstein, einer Gemeinde im oberbayerischen Landkreis Traunstein. Das Bauwerk ist in der Liste der Baudenkmäler in Marquartstein als Baudenkmal unter der Nr. D-1-89-129-8 eingetragen. Die Kirche gehört zum Dekanat Traunstein im Erzbistum München und Freising. 

## Beschreibung
Die im Kern spätgotische, mit Teilen des Vorgängerbaus errichtete Saalkirche wurde nach der Zerstörung durch einen Brand 1844/45 wieder hergestellt. Sie besteht aus dem Langhaus und dem eingezogenen, dreiseitig geschlossenen Chor im Osten. Über dem Giebel der Fassade im Westen erhebt sich ein quadratischer Dachreiter mit dem Glockenstuhl und einem spitzen Helm.
Der Innenraum des Langhauses ist mit einem Muldengewölbe überspannt. Der Hochaltar mit einem Altarretabel aus der ersten Hälfte des 17. Jahrhunderts wird von den Skulpturen des Benedikt von Nursia und der Scholastika von Nursia flankiert. Die Altarretabel der Seitenaltäre hat um 1720 Jacob Zanusi bemalt.